# Adalberto (miniaturista)
Adalberto (fl. XIII secolo) è stato un miniaturista tedesco.

## Biografia
Figlio del conte Wolfram von Abenberg, era attivo a Bamberga. Come miniaturista è ricordato per avere decorato una Vita di Enrico e Cunegonda, sull'imperatore Enrico II il Santo e sua moglie, l'imperatrice santa Cunegonda, oggi conservata nella Biblioteca di Stato di Bamberga.